# Adolphe Jadin
Adolphe Jadin, född den 4 maj 1794 i Paris, död den 2 november 1867 i  L'Isle-Adam, (departementet Val-d'Oise), var en fransk journalist, librettist och pjäsförfattare. Han var son till Louis Emmanuel Jadin.
Jadin var livvakt hos Ludvig XVIII och därefter hos Karl X samt kapten i kavalleriet. Hans pjäser uppfördes på de mest betydelsefulla parisiska scenerna under 1800-talet: Théâtre Beaumarchais, Théâtre de l'Ambigu-Comique, Théâtre national de l'Opéra-Comique, Théâtre des Nouveautés med flera.